# Nereis heteropoda
Nereis heteropoda är en ringmaskart som beskrevs av Adelbert von Chamisso och Karl Wilhelm Eysenhardt 1821. Nereis heteropoda ingår i släktet Nereis och familjen Nereididae. Inga underarter finns listade i Catalogue of Life.